# ویکتور استنگر
ویکتور جان استِنجِر (متولد ۲۹ ژانوئیه ۱۹۳۵) فیزیکدان ذرات آمریکایی، مدافع بی‌خدایی، نویسنده و فعال در زمینه فلسفه و شکاکیت دینی است.
او کتاب‌هایی برای خواننده عمومی در زمینه‌های فیزیک، مکانیک کوانتوم، کیهان‌شناسی، فلسفه، دین، بی‌خدایی و شبه‌علم نوشته‌است.
آخرین کتاب او در سال ۲۰۱۲ با عنوان «خدا و حماقت ایمان، ناهم‌خوانی علم و مذهب» منتشر شده‌است.
وی عبارت «علم شما را به ماه پرواز می‌دهد، دین شما را به ساختمان می‌کوبد» را مشهور کرد.

## شغل

### تحصیلات و اشتغال
استنجر در سال ۱۹۵۶ کارشناسی در رشته مهندسی برق را از نیوآرک کالج مهندسی (امروزه مؤسسه فناوری نیوجرزی) دریافت کرد. سپس با بورس تحصیلی هواپمایی هیوز به لوس آنجلس نقل مکان کرد. او در یوسی‌ال‌ای کارشناسی ارشد (۱۹۵۸) و پی‌اچ‌دی (۱۹۶۳)، هر دو را در فیزیک دریافت کرد.
او تا بازنشستگی در سال ۲۰۰۰ عضو دپارتمان فیزیک دانشگاه هاوایی بود. او استاد مهمان در دانشگاه هایدلبرگ آلمان، دانشگاه آکسفورد، و محقق در آزمایشگاه‌های اپلتون در انگلستان، آزمایشگاه ملی فیزیک هسته‌ای در فراسکاتی و دانشگاه فلورانس ایتالیا بوده‌است. او در حال حاضر استاد فیزیک امیرتوس در دانشگاه هاوایی و استاد ضمیمه دانشگاه کلورادو است. وی از اعضای کمیته تحقیقات شک‌گرا و عضو پژوهشگر در مرکز جستار (Center for Inquiry) است.

### دانشمند
فعالیت تحقیقاتی استنجر از ۱۹۶۰ تا اواخر دهه۱۹۹۰ بر روی تعیین خواص گلوئونها، کوارکها، ذرات غریب و نوترینوها متمرکز بود. وی پیشگام تحقیقات نوظهور ستاره‌شناسی نوترینویی و پرتوهای گاما با تمرکز انرژی بالا بود. آخرین پرژوه آزمایشگاهی او در ژاپن و بر روی سوپر کامیوکانده بود. این کار نشان می‌داد نوترینو جرم دارد. ماساتوشی کوشیبا رهبر این گروه تحقیقاتی جایزه فیزیک نوبل سال ۲۰۰۲ را دریافت کرد.

### فیلسوف و شکاک
استنجر در حال حاضر به‌طور عمده به پشتیبانی از فلسفه طبیعت‌گرایی، شک‌گرایی و بی‌خدایی می‌پردازد. او منتقد برجسته طراحی هوشمند و استفادهٔ بی‌رویه اصل انسان‌نگر است. او بر این مبناست که آگاهی و اختیار، با این فرض که وجود دارند، می‌توانند با روش علمی توضیح داده شوند و نیازی به فراخواندن عرفان یا فراطبیعت نیست. او به شدت کسانی را که از پیچیدگی‌های مکانیک کوانتوم در جهت عرفان یا پدیده‌های مافوق طبیعی برداشت می‌کنند مورد انتقاد قرار داده، و کتاب‌ها و مقاله‌های فراوانی با هدف پرده برداشتن از این موارد که شبه‌علم می‌داند نوشته‌است.

## انتشارات

### کتاب‌ها
در سال‌های اخیر کتاب‌ها و مقالات او عموماً برای خواننده تحصیل‌کرده در دامنه عمومی نوشته شده‌اند. این نوشته‌ها به کاوش جوانب فیزیک و کیهان‌شناسی، فلسفه، دین و شبه‌علم می‌پردازند.
- Not by Design: The Origin of the Universe. ISBN 0-87975-451-6 نه با طراحی: سرمنشا جهان (۱۹۸۹)
- Physics and Psychics: The Search for a World Beyond the Senses. ISBN 0-87975-575-X. فیزیک و ذهن‌خوانان: در جستجوی دنیایی فرای حواس (۱۹۹۰)
- The Unconscious Quantum: Metaphysics in Modern Physics and Cosmology. ISBN 1-57392-022-3. کوانتوم ناخودآگاه: متافیزیک در فیزیک نوین و کیهان‌شناسی (۱۹۹۵)
- Timeless Reality: Symmetry, Simplicity, and Multiple Universes. ISBN 1-57392-859-3. واقعیت بی‌زمان: تقارن، سادگی و جهان‌های موازی (۲۰۰۰)
- Has Science Found God? The Latest Results in the Search for Purpose in the Universe. ISBN 1-59102-018-2. آیا علم خدا را کشف کرده؟ آخرین نتایج جستجوی هدف در جهان (۲۰۰۳)
- The Comprehensible Cosmos: Where Do The Laws Of Physics Come From?. ISBN 1-59102-424-2. کیهان فهمیدنی: قوانین فیزیک از کجا آمده‌است؟ (۲۰۰۶)
- God: The Failed Hypothesis: How Science Shows that God Does Not Exist. ISBN 1-59102-481-1. خدا فرضیه شکست خورده: چگونه علم نشان می‌دهد خدایی وجود ندارد. (پرفروش نیویورک تایمز ۲۰۰۷)
- Quantum Gods: Creation, Chaos and the Search for Cosmic Consciousness. ISBN 1-59102-713-6. خدایان کوانتوم: خلقت، آشوب و جستجو برای آگاهی کیهانی (۲۰۰۹)
- The New Atheism: Taking a Stand for Science and Reason. ISBN 1-59102-751-9. بی‌خدایی نو: ایستادن برای دانش و خرد (۲۰۰۹)
- The Fallacy of Fine-Tuning. ISBN 978-1-61614-443-2. مغلطه جهان تنظیم‌شده (۲۰۱۱)
- God and the Folly of Faith: The Incompatibility of Science and Religion. ISBN 1-61614-599-4 خدا و حماقت ایمان، ناهمخوانی علم و مذهب (۲۰۱۲)